# Pot-pourri

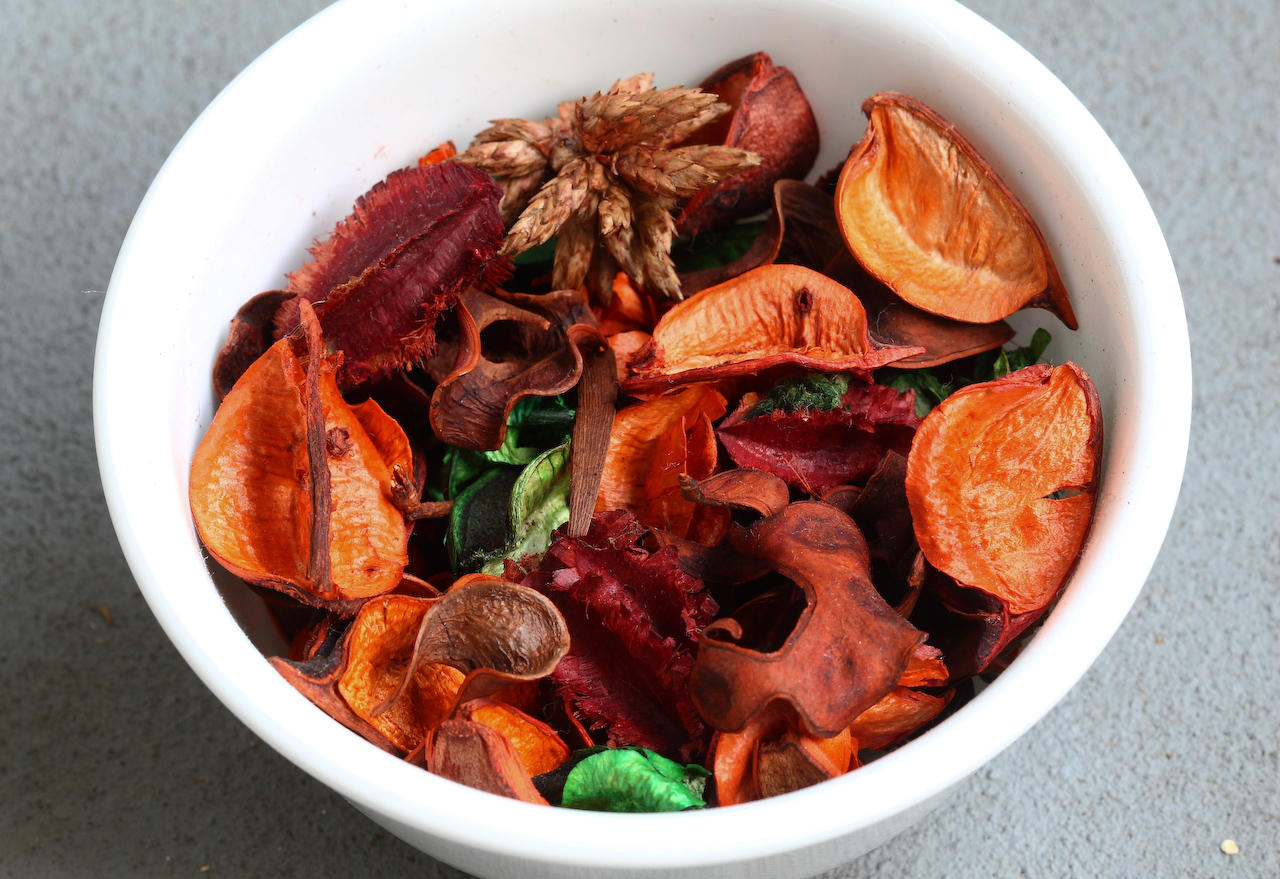
Pot-pourri

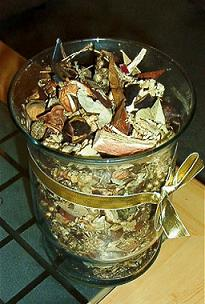
Pot-pourri

Pot-pourri je označení nádoby obsahující směs sušených vonných rostlin a koření, která má za cíl vytvářet příjemné ovzduší v obytných prostorech.

## Historie
Již ve středověku se ve Francii sušily vonné byliny a další ingredience k výrobě aromatických směsí k zlepšení ovzduší v obytných místnostech; tento zvyk se rozšířil i do Anglie. V 18. a 19. století byly pot-pourri typickou luxusní součástí měšťanské bytové kultury. Šlo o baňaté vázovité nádoby, většinou z fajánse, kameniny nebo porcelánu, často nákladně zdobené, které byly opatřeny prolamovaným krytem a vnitřním neprolamovaným víkem. Při odstranění obou krytů se tak nádoby na pot-pourri nelišily od ostatních váz. Nádoby se umísťovaly většinou v blízkosti kamen, vzduch pak mohl díky teplu rychleji proudit prolamovaným krytem a šířit do místnosti aroma, které se (také působením tepla) uvolnilo po předchozím odkrytí vnitřního neprolamovaného krytu.

## Současnost
V současné době se aromatické směsi pro pot-pourri ukládají většinou volně v dřevěné či proutěné nádobě nebo v textilním sáčku
Jako součást směsí se používají nejčastěji následující ingredience:
- hobliny ze dřeva cedru
- hobliny ze dřeva cypřiše
- hobliny ze dřeva jalovce
- listy a květy levandule
- listy a květy rezedy
- šišky a semena konifer
- květy růže, šípky nebo růžový olej
- skořice
- hřebíček
- oregano
- květy a/nebo olej jasmínu
- řezy z citrusů
- éterické oleje
- a řada dalších

Řada moderních pot-pourri obsahuje různé typy suchého dřeva (ne nutně aromatického) dekorativních forem, barvených umělými barvivy a impregnovaných vonnými esencemi, které nemusí korespondovat s užitým druhem rostliny. Často se přidávají další předměty kvůli estetickému účinku. Je možné do pot-pourri namíchat rozdrcené esence , pak je ale nutno použít ustalovače k uchování vůni; k tomuto účelu se nejlépe hodí a používá kosatec.
Suroviny se smíchají a nechají se v hermeticky uzavřené nádobě několik týdnů. Během procesu je aroma nepříjemné, proto není třeba klesat na mysli, otevře-li se nádoba příliš brzy - stačí vyčkat a směs "dozraje".

## Etymologie
Výraz pot-pourri pochází z francouzštiny a znamená doslova shnilý hrnec; jeho původ je však španělský. Pot-pourri je doslovný překlad španělského výrazu "olla podrida" se stejným významem, který označuje španělský pokrm se širokou variabilitou ingrediencí, specialitu v severošpanělském městě Burgos. Výraz byl převzat a do francouzštiny převeden francouzskými vojáky během napoleonské okupace Burgosu (1808-1813) a je užíván také pro označení směsice různých předmětů či ingrediencí bez zjevných souvislostí, podobně i v angličtině.